# Oreophrynella weiassipuensis
Oreophrynella weiassipuensis és una espècie d'amfibi que viu al Brasil i Guaiana.